# Albert Larsson (konstnär)

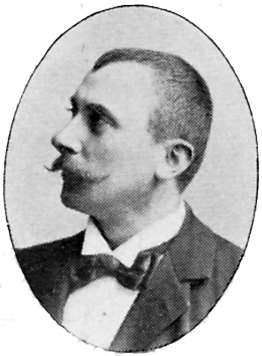
Albert Larsson.

Albert Lorentz Larsson, född den 4 november 1869 i Malmö S:t Petri församling, Malmö, död den 31 augusti 1952 i Lunds domkyrkoförsamling, Lund, var en svensk konstnär.

## Biografi
Larsson fick sin utbildning i Köpenhamn, främst vid konstakademin och därefter vid Peder Severin Krøyers målarskola. Från 1900 var han bosatt i Malmö. Larsson var en av stiftarna av Skånska konstnärslaget och Skånes konstförening. Under en följd av år var han kommissarie vid lagets utställningar på olika platser i landskapet. Larsson gjorde sig mest känd för sina stämningslandskap. Han utförde även litografier. Bland hans verk märks Månsken över slätten på Göteborgs konstmuseum och En gård i skymning på Malmö konstmuseum.

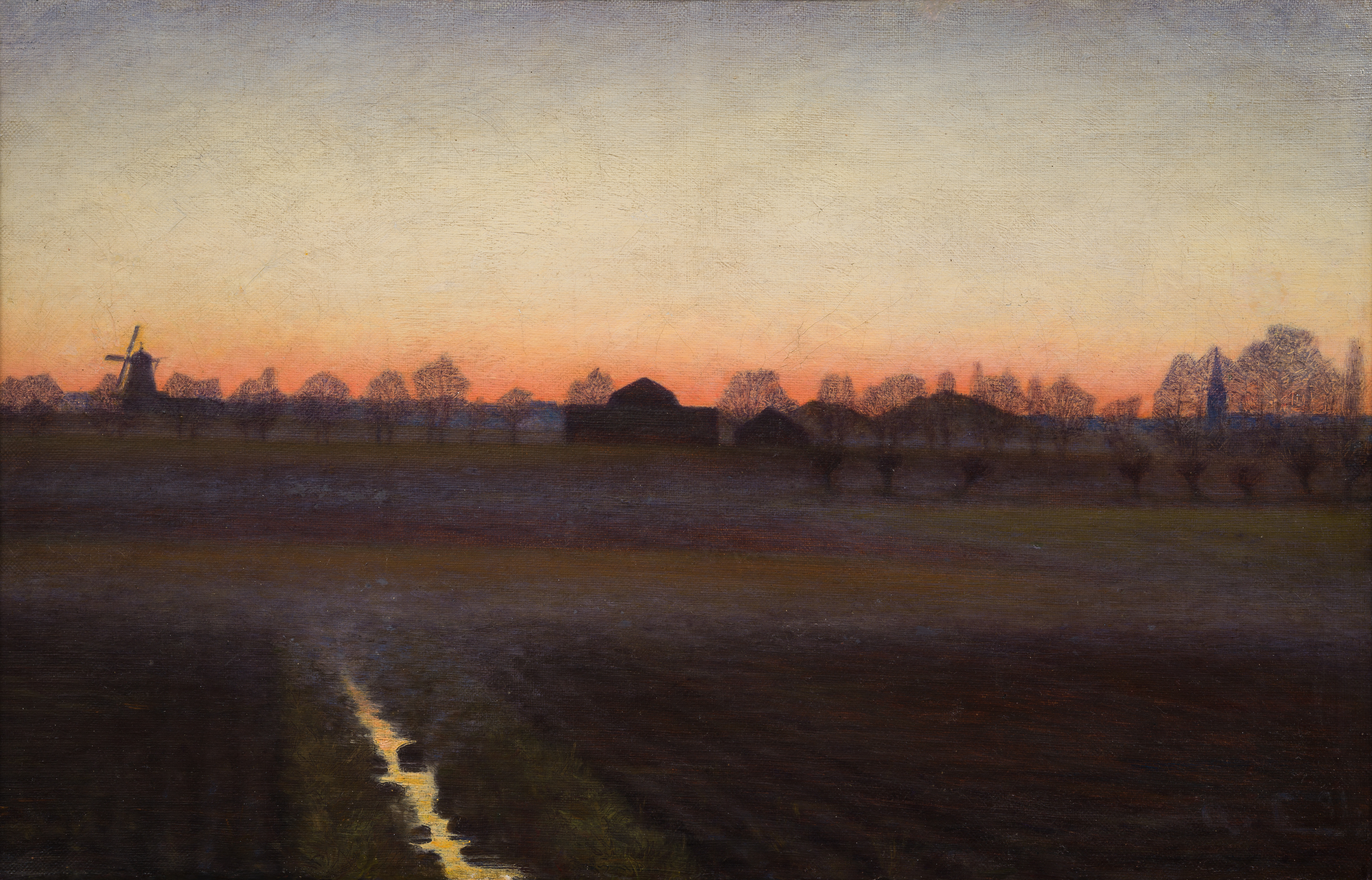
Landskap i solnedgång, 1891